# ジュリア・デュモヴィッツ
ジュリア・デュモヴィッツ（Julia Dujmovits、1987年6月12日 - ）は、オーストリアのスノーボード選手。2014年ソチオリンピックスノーボード競技パラレル回転金メダリスト。

## 人物
1987年6月12日、オーストリアのブルゲンラント州ギッシング出身。9歳でスノーボードを始めた。12歳の時にキッツシュタインホルンのスキー場に行く際にオーストリアケーブルカー火災事故（カプルンケーブルカー火災）に遭遇しており、乗客155名が死亡したこの事故で生還した12人の中のひとりであったという。
2003年、15歳でFISワールドカップデビューを果たす。スノーボードジュニア世界選手権では、2006年の韓国・江原道洪川郡大会のパラレル大回転及びスノーボードクロスで銅メダル、2007年のバード・ガスタィン大会のパラレル回転で金メダルを獲得。冬季ユニバーシアードでは2013年トレンティーノ大会のパラレル大回転で金メダルを獲得した。
2014年ソチオリンピックではパラレル回転にて決勝に進み、決勝でアンケ・カルステンスと対戦し、1本目は0秒72でカルステンスに先着されたが2本目で逆転し、0秒12差でカルステンスの滑走を制して金メダルを獲得した。